# 九阡酒
九阡酒是中华人民共和国贵州省三都水族自治县、荔波县境内少数民族水族生产酿造的一种酒，距今已经有1800多年的历史。

## 沿革
1952年，当地成立九阡酒厂，属于民营企业。1987年，新建酒厂，并批量生产。九阡酒得名于九阡镇，酿酒人称九阡酒的酿制要以100%的纯糯米为原料、以100%的天然泉水酿造、含有100%的水族传统工艺，并且100%没有食品添加剂。九阡酒既不是米酒，也不是黄酒，而是“其他发酵酒”。2009年9月30日，贵州省人民政府下发了《省人民政府关于公布第三批省级非物质文化遗产名录的通知》（黔府发〔2009〕30号），“九阡酒酿酒技艺”被列入贵州省级非物质文化遗产。2010年，九阡酒被中华人民共和国商务部授予“中华老字号”称号。